# ニールス・ユール (海防戦艦)
| ニールス・ユール               | ニールス・ユール                                                                     | ニールス・ユール                                                                     |
| ------------------------------ | ------------------------------------------------------------------------------------ | ------------------------------------------------------------------------------------ |
|                                |                                                                                      |                                                                                      |
| 1939年、洋上のニールス・ユール |                                                                                      |                                                                                      |
| 艦歴                           |                                                                                      |                                                                                      |
| 発注                           | コペンハーゲン王立造船所                                                             | コペンハーゲン王立造船所                                                             |
| 起工                           | 1914年9月21日                                                                        | 1914年9月21日                                                                        |
| 進水                           | 1918年7月3日                                                                         | 1918年7月3日                                                                         |
| 就役                           | 1923年5月23日                                                                        | 1923年5月23日                                                                        |
| 改装                           | 1935 - 1936年                                                                        | 1935 - 1936年                                                                        |
| 座礁                           | 1943年8月29日                                                                        | 1943年8月29日                                                                        |
| 浮揚                           | 1943年9月                                                                            | 1943年9月                                                                            |
| 喪失                           | 1945年5月3日                                                                         | 1945年5月3日                                                                         |
| 除籍                           | 1953年8月30日                                                                        | 1953年8月30日                                                                        |
| その後                         | 沈没地点で解体のため売却。 残骸は北緯59度20分、東経9度58分の水深23 - 26m地点に残存。 | 沈没地点で解体のため売却。 残骸は北緯59度20分、東経9度58分の水深23 - 26m地点に残存。 |
| 要目                           |                                                                                      |                                                                                      |
| 前級                           | ヘルルフ・トロル級海防戦艦                                                           | ヘルルフ・トロル級海防戦艦                                                           |
| 艦種                           | 海防戦艦、練習艦                                                                     | 海防戦艦、練習艦                                                                     |
| 排水量                         | 基準排水量                                                                           | 3,800t                                                                               |
| 全長                           | 90.0m                                                                                | 90.0m                                                                                |
| 水線長                         | 86.75m                                                                               | 86.75m                                                                               |
| 全幅                           | 16.25m                                                                               | 16.25m                                                                               |
| 吃水                           | 4.94m                                                                                | 4.94m                                                                                |
| 機関                           | ヤーロー式重油専焼水管缶2基&同石炭専焼水管缶2基 ＋三段膨張式レシプロ機関2基2軸推進   | ヤーロー式重油専焼水管缶2基&同石炭専焼水管缶2基 ＋三段膨張式レシプロ機関2基2軸推進   |
| 最大出力                       | 6,000hp                                                                              | 6,000hp                                                                              |
| 速力                           | 16ノット                                                                             | 16ノット                                                                             |
| 航続距離                       | 9ノット/6,000海里                                                                    | 9ノット/6,000海里                                                                    |
| 燃料                           | 石炭：250トン 重油：240トン                                                          | 石炭：250トン 重油：240トン                                                          |
| 乗員                           | 329名                                                                                | 329名                                                                                |
| 武装                           | ボフォース15cm（45口径）速射砲                                                       | 10門                                                                                 |
| 武装                           | 57mm（30口径）高角砲                                                                 | 4門                                                                                  |
| 武装                           | オチキス 4.7cm（43口径）単装機砲                                                     | 2門                                                                                  |
| 武装                           | 450mm水中魚雷発射管                                                                  | 2門                                                                                  |
| 装甲（KC鋼）                   | 舷側                                                                                 | 190mm（中央水線部） 155mm（水線末端部）                                              |
| 装甲（KC鋼）                   | 甲板                                                                                 | 55mm（最厚部）                                                                       |
| 装甲（KC鋼）                   | 主砲                                                                                 | 砲盾：44.5mm（前盾） 12.7mm（側盾・天蓋）                                            |
| 装甲（KC鋼）                   | 司令塔                                                                               | 170mm（前盾） 40mm（天蓋） 100mm（交通筒）                                           |
| 言語                           | 表記                                                                                 | 表記                                                                                 |
| 日本語                         | ニールス・ユール                                                                     | ニールス・ユール                                                                     |
| デンマーク語                   | Niels Juel                                                                           | Niels Juel                                                                           |
| ドイツ語                       | Nordland                                                                             | Nordland                                                                             |

ニールス・ユール（デンマーク語：Niels Juel）は、デンマーク海軍の海防戦艦。艦種の分類は公式には「軍艦」（orlogsskib）、1932年より「砲術艦」（artilleriskib）とされていた。後にドイツ海軍の砲術練習艦ノルトラント（ドイツ語：Nordland）となり、第二次世界大戦で失われた。艦名は17世紀の海軍提督ニールス・ユール（en）に由来する。

## 概要
本艦はデンマーク海軍が自国の沿岸警備のために造り上げた海防戦艦である。本艦は前級「ヘルルフ・トロル級」の改良型として1908年海軍整備計画において設計された。1912年に設計され、1913年に設計完了された当初はヘルルフ・トロル級と同じく主砲を砲塔に収め、副砲をケースメイト（砲郭）配置する武装配置で、30.5cm砲を単装砲塔2基と10.5cm速射砲8基を搭載する予定で1914年6月にクルップ社に備砲を発注した。
艦体は第一次世界大戦が勃発した1914年にコペンハーゲンのデンマーク王国海軍工廠（da:Orlogsværftet）に発注されたが、工廠は多忙を極めていたため建造の進捗は遅々としたものとなった結果、1918年に進水した。
更に、第一次世界大戦の勃発によりクルップ社から砲身の製造を断られてしまい調達できず、同大戦後に建造計画が再開された時にデンマーク海軍は主砲をボフォース社製15cm速射砲を発注。1922年になって無事に主砲の入手を果たし、15cm速射砲10門に統一した装甲巡洋艦的な設計に変更がされて竣工した。設計変更後の主砲配置は、前方に2基2門が左右に配備され、両舷に3門ずつ、後方に背負い式に2門を装備していた。

## 艦形

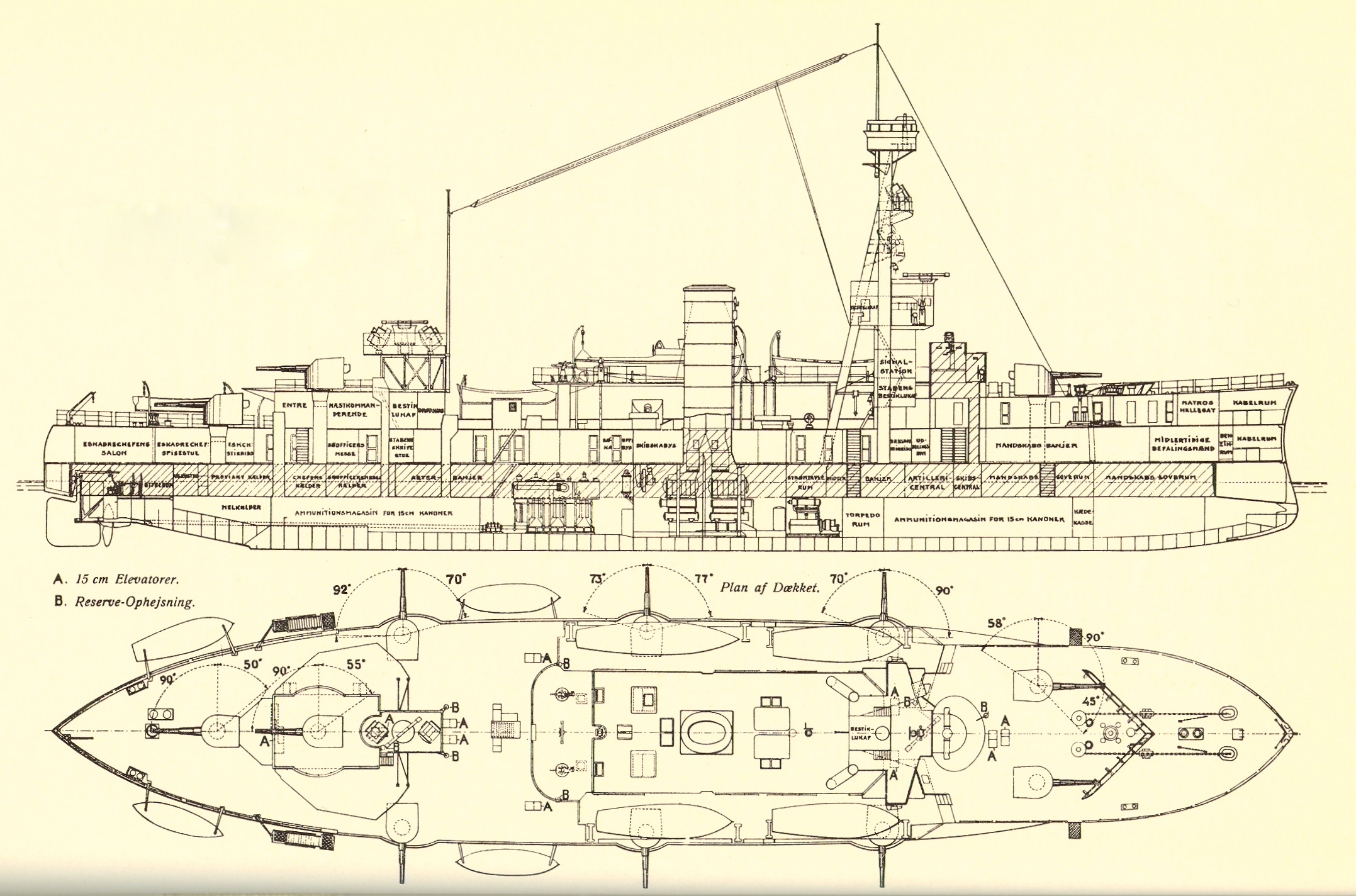
竣工当時の「ニールス・ユール」の武装配置を示した図。

本艦の船体形状は艦首から艦尾までなだらかに傾斜する平甲板型船体である。水面下に衝角の付く艦首から甲板上に15cm速射砲を防盾の付いた単装砲架で並列配置で2基、司令塔の背後に三脚式の前部マストが立ち、マスト中部に測距儀を載せた操舵艦橋が配置された。
船体中央部に立つ1本煙突の周囲には煙管型の通風筒が立ち、煙突の後部は艦載艇置き場となっており、2本1組で片舷2組ずつのボート・ダビットが片舷2組ずつ計4組により運用された。舷側甲板上15cm速射砲が等間隔に片舷3基ずつ配置された。
煙突の後方に後部構造物が設けられ、その上に簡素な単脚式の後部マストと後部測距儀所を兼ねた探照灯台が立ち、その後ろに15cm速射砲が後向きで1基配置された所で構造物が終了し、後部甲板上に15cm速射砲が後向きに1基で背負い式に2基が配置していた。この武装配置により艦首方向に最大で15cm砲4門、舷側方向に最大で15cm砲6門、艦尾方向に最大で15cm砲4門が指向できた。
就役後は主に王室ヨットや練習艦として運用された。ヘルルフ・トロル級海防戦艦3隻のうち2隻が退役すると、その数年後の1935年から1936年にかけて近代化改装され、前部マストが多層化して指揮装置を増設し、近接火器の変更は5.7cm高角砲4門が撤去され、替りにマドセン 2cm（60口径）単装機銃10丁と8mm（80口径）単装機銃8丁が搭載され重量増加したために軽量化のために後部マストが撤去され、替りに煙突の左右に信号ヤードを設けてアンテナ線を展開した。1939年には40mm砲2門が増設された。

## 防御
本艦の舷側防御は末端部155mmから中央部で195mmにもなる装甲が厚さ50mmのチーク材の上に張られた。水平防御は最厚部で55mmであった。主砲の防盾は前盾は44.5mmで側面と天蓋は12.7mmで防御されていた。司令塔は側面部が170mmで天蓋は40mmで、艦内への交通筒は100mm程度であった。

## 艦歴

### イス・フィヨルドの戦い
第二次世界大戦当時のデンマーク海軍最大の艦であったニールス・ユールは、1940年4月のヴェーザー演習作戦によるドイツ軍の侵攻では、海面の氷の状況が思わしくないことから、乗員を減らした不活発な状態でコペンハーゲンに存在した。そのため、3、4門がランゲルニエ地区に停泊したドイツ艦に発砲した可能性が指摘されるに留まり、残存している。その後のドイツ占領下では、デンマークの内海に行動範囲が制限され、シェラン島のイス・フィヨルド（da:Isefjorden）で練習任務に当たっていた。しかし、1943年には、占領軍であったドイツ軍との緊張が高まり、デンマーク海軍のスウェーデンへの脱出が検討される状況となった。
1943年8月29日、サファリ作戦と呼ばれるデンマーク艦接収作戦を開始したドイツ軍（ドイツ語版）に対し、ホルベック（da:Holbæk）に停泊中のニールス・ユールは脱出を試み出航した。ニールス・ユールは、イス・フィヨルド出口付近でドイツ海軍に捕捉されつつも、フネステズ（da:Hundested）沖に進出した。
フネステズ沖に進出したニールス・ユールは、新たな命令を待ちながらもドイツ軍とイス・フィヨルド出口に機雷原が構築されている可能性を警戒しつつ航海を続けたが、脱出阻止を目的とした航空機による威嚇攻撃を受け進路を南に変更した。その後、4度の航空機による攻撃を受けた。1機に対し損傷を与えたものの、5回目の攻撃による至近弾の爆発と破片により、艦は電力系に重大な損傷を負った。乗員も5人が負傷し、うち1名は2日後に死亡した。これによりフネステズ沖で停止して、新たな命令を待つこととなった。
この戦闘は、直撃弾を受けなかったにもかかわらず電力系に大きな損傷を負うなど、経空脅威を考慮して設計されていなかった艦の脆弱性を示す結果となった。
その後ニールス・ユールには待機命令が与えられたものの、接収を免れるために脱出を断念し、座礁及びその後の自爆を試みた。ニュクービン・シェラン南岸に乗り上げて座礁には成功したが、その後の起爆には失敗した。艤装品の多くを投棄することには成功したものの、翌日、艦体はドイツ軍により接収された。

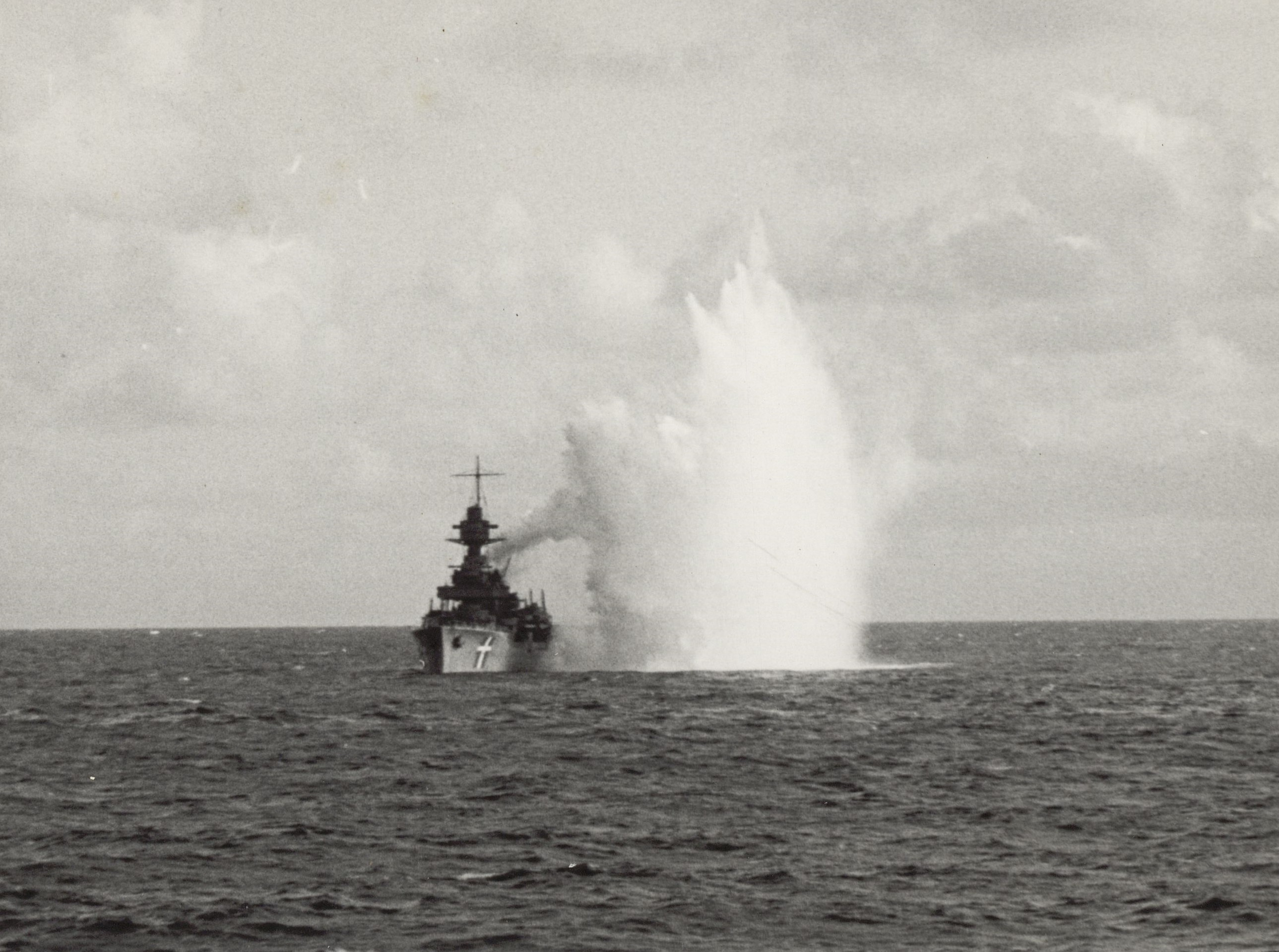
サファリ作戦時にドイツ軍機の空襲を受けるニールス・ユール
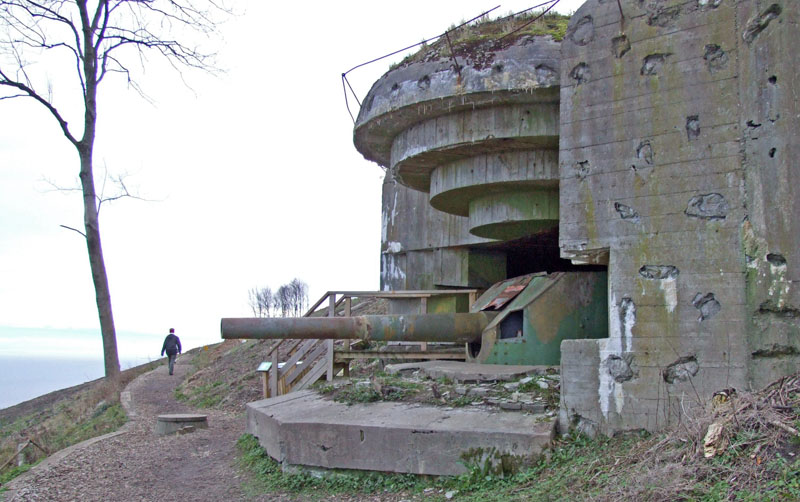
バングスボー要塞で要塞砲として使用されていた15cm砲
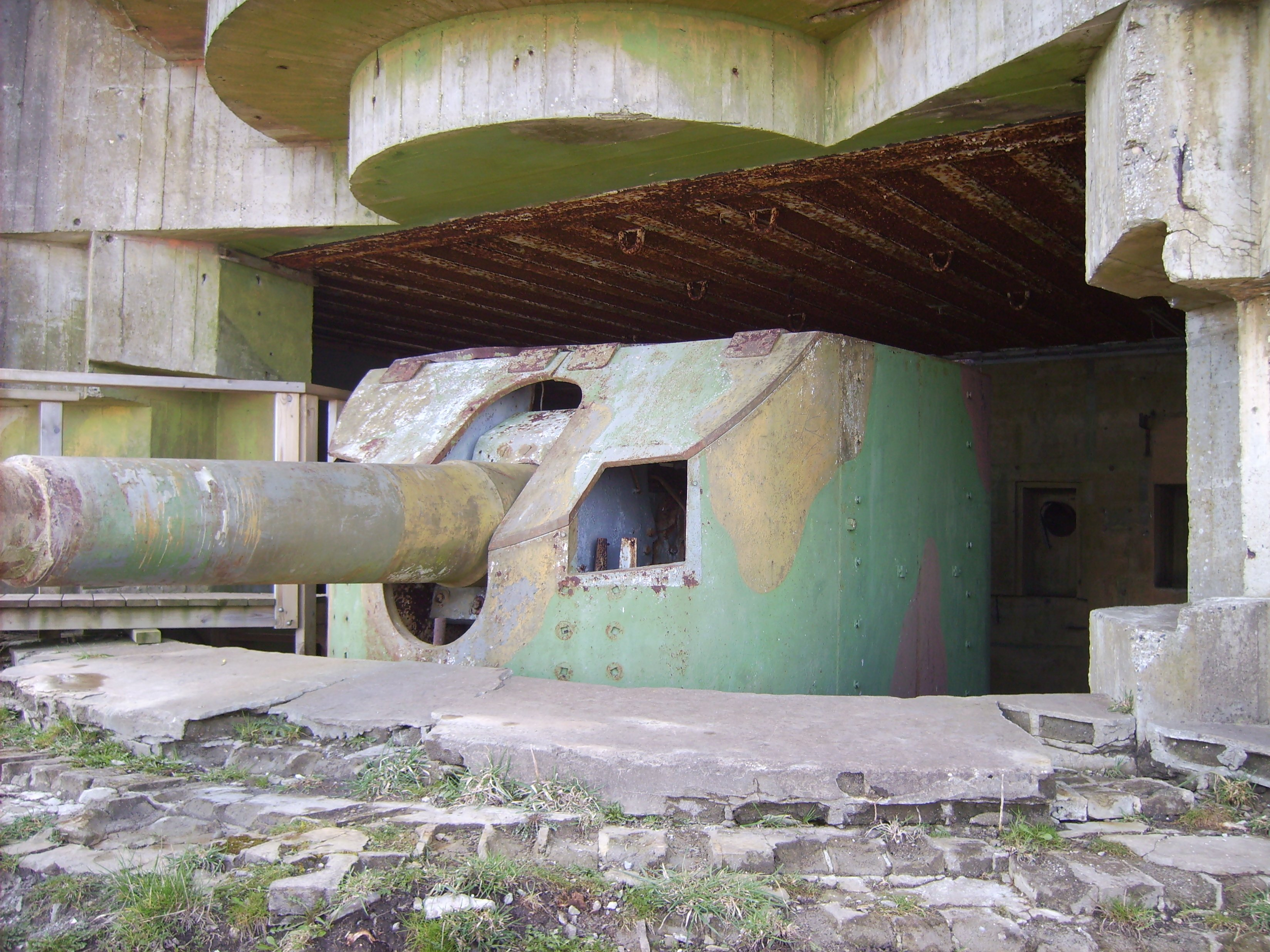
迷彩が施されている15cm砲
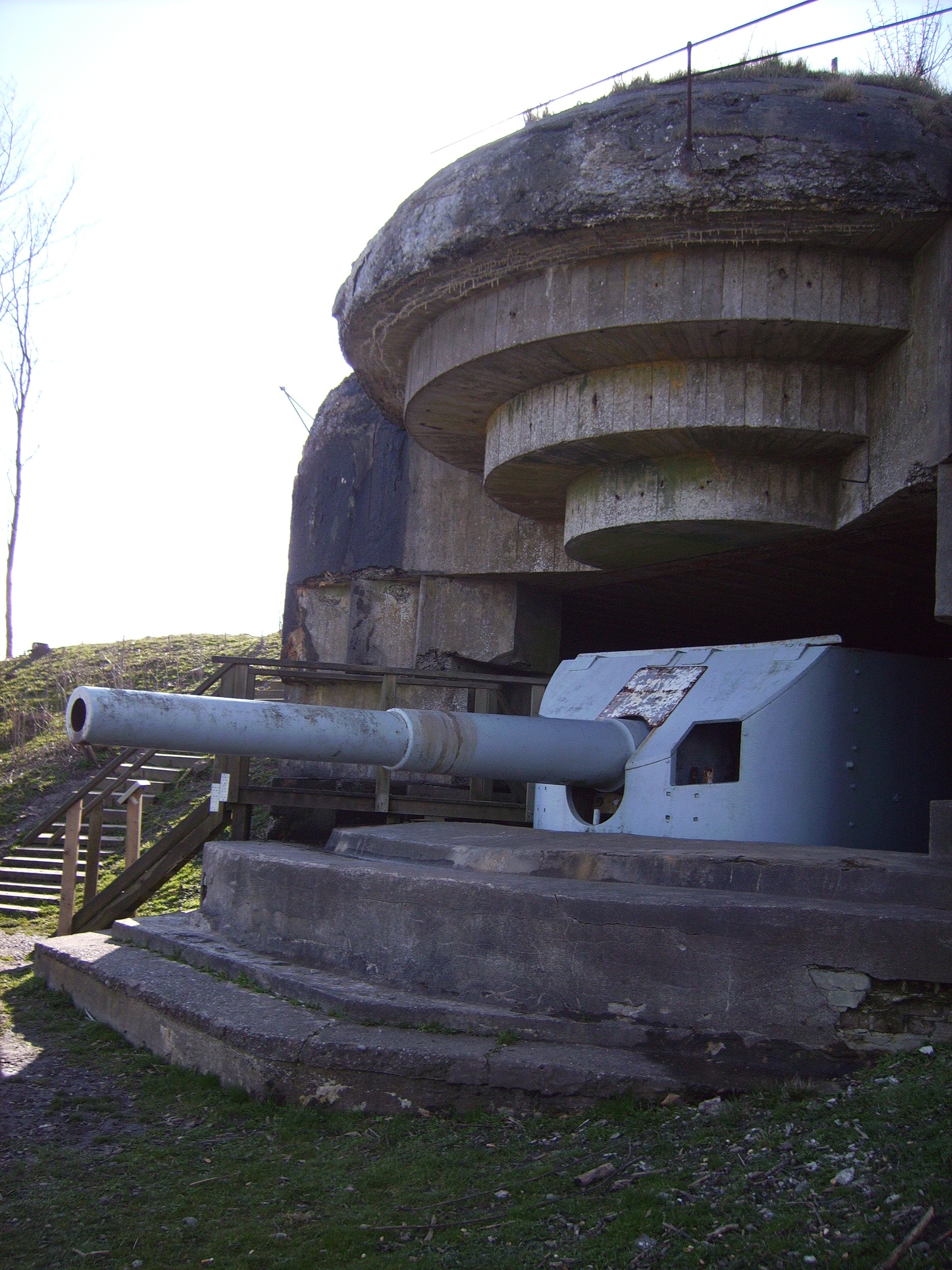
迷彩が施されていない15cm砲
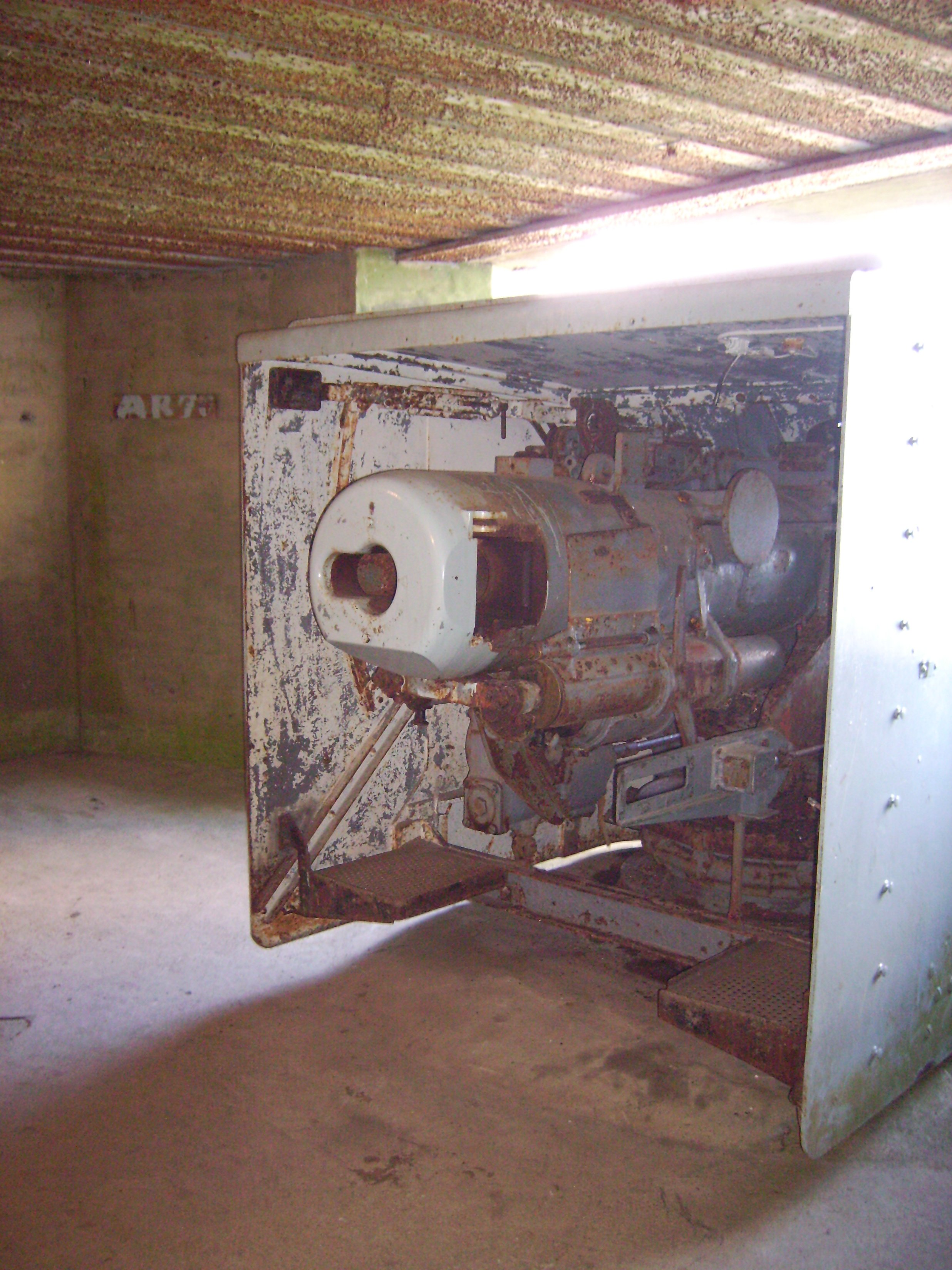
バングスボー要塞内部から見た15cm砲
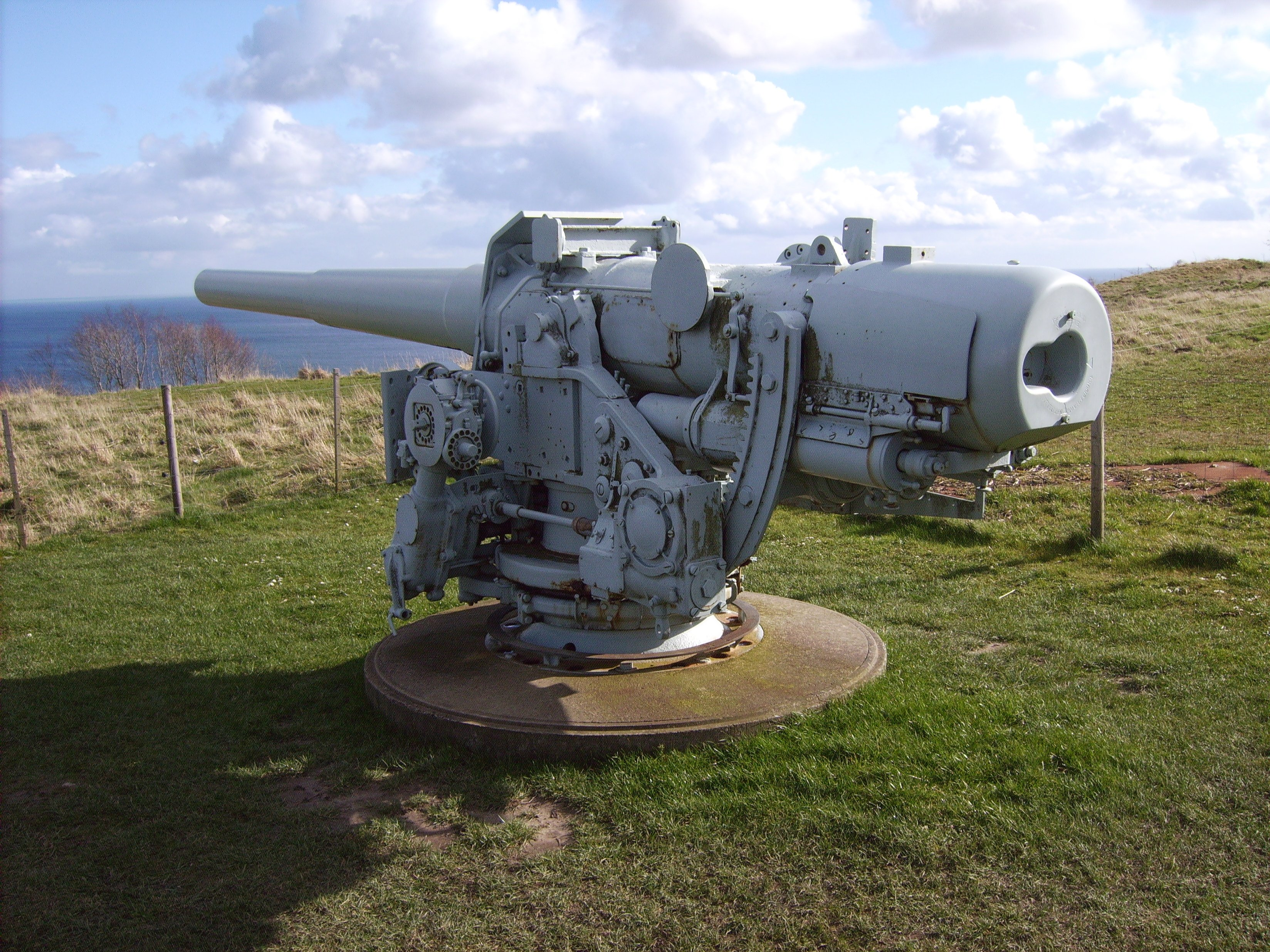
バングスボー要塞にて屋外展示されている15cm砲

### ドイツ艦ノルトラントとして
1943年10月にはドイツ軍による引き揚げ作業は終了し、キールで改装に入った。ニールス・ユールが装備していた砲は撤去されて要塞砲とされロッケン（da:Løkken）とフレゼリクスハウンに4門ずつ配備された。撤去された砲に代わり、新たに10.5cm高角砲3門、37mm機関砲3門、20mm機関砲16門、8mm機銃4挺が装備された。

ノルトラント（KM Nordland）と改名された艦は、1944年9月に就役し、乗員200人に加えて400人の訓練が可能な砲術練習艦となったが、ドイツ敗戦直前の1945年5月3日、連合軍による空襲下のキールを脱出しエッカーンフェルデ（de:Eckernförde）に向かう途中、エッカーンフェルデ・フィヨルドで連合軍機により大破、自沈処分された。

### その後
撃沈後もデンマークではその過程が知られていなかったニールス・ユールは、1952年にスクラップとして売却決定後に除籍された。搭載砲はフレゼリクスハウンのバングスボー要塞で1962年まで使用され、その後1門が解体されたものの要塞砲としての姿が3門残されている。コペンハーゲンで保管されていた砲もバングスボー要塞で展示されている他、座礁地点の近辺のAnneberg荘園にも展示されている。鐘はコペンハーゲンのデンマーク王立海軍博物館（da:Orlogsmuseet）に展示されている。
 
スクラップとして引き揚げられなかった艦体は、北緯59度20分、東経9度58分の水深23 - 26m地点に残されている。

## 注
1. ↑  公式データ（2011年11月7日閲覧）
2. ↑  Danish Naval History（2011年11月7日閲覧）
3. ↑  navypedia（2011年11月7日閲覧）
4. ↑  http://www.wrecksite.eu/wreck.aspx?59476
5. ↑  Milhist（2011年11月7日閲覧）
6. 1 2   Conway's All the World Fighting Ships 1906-1921, London: Conway Maritime Press, (1985), pp. 352, ISBN 0851772455
7. ↑  Steensen, R. S. (1968). Vore Panserskibe. Marinehistorisk Selskab. P416
8. ↑  この節全般の出典として、Danish Naval History The battle in Isefjorden (1943)
9. 1 2 3  Milhist.dk
10. ↑  Bangsbo Fort
11. ↑  Bangsbo Fort Niels Juels Kanoner
12. ↑  デンマーク海軍
13. ↑  Bubblewatchers